# بنجامين إف. أنجيل
بنجامين إف. أنجيل (بالإنجليزية: Benjamin F. Angel)‏ هو دبلوماسي وقاضي ومحامي أمريكي، ولد في 28 نوفمبر 1815، وتوفي في 11 سبتمبر 1894.